# Cosmia conspersa
Cosmia conspersa là một loài bướm đêm trong họ Noctuidae.